# Sociální třída
Sociální třída je termín sloužící k označení souborů jednotlivců, kteří vykazují identické nebo srovnatelné znaky a chování. Třída je jedním z možných systémů sociální stratifikace, které popisují společnost jako soubor hierarchicky uspořádaných vrstev, jenž se od sebe liší životními podmínkami a možnostmi. Jednotlivci bývají do sociálních tříd zařazováni především podle toho, co mohou nabídnout trhu (například kapitál nebo pracovní sílu). Jejich pozice ve společnosti jsou pak dány výší příjmů, které jsou určovány prostřednictvím trhu nebo kontakty.
Třídní stratifikační model převládá až v moderních společnostech, mezi starší modely patří například stavovský a kastovní; ty se, na rozdíl od tříd, vyznačují dědičnou příslušností a nízkou sociální mobilitou. Termín „třída“ se v tomto významu objevil v 19. století a jedním z prvních teoretiků byl Karl Marx. Od té doby bylo vytvořeno velké množství nejrůznější definic, které vznikaly především na základě otázek týkající se povah jednotlivých skupin a také vztahů mezi nimi.

## Stupnice třídní klasifikace
V minulosti byla vytvořena celá řada definic a charakteristik tříd, přičemž navrhovaná schémata sahají od hrubého členění na dvě či tři třídy až po jemné klasifikace s mnoha různými sociálními skupinami.
V současné době je preferováno označení třídy za pomocí písmen, které není zatíženo pejorativními konotacemi a diskriminačními praktikami.[zdroj?] Tato mezinárodní klasifikace se odkazuje nejen k vykonávané profesi a majetku, ale současně také k nejvyššímu stupni dosaženého vzdělání. Stupnice je užívaná napříč obory (v marketingu, sociologii, filosofii, sociální práci, ekonomii atd.).[zdroj?]
| Označení | Třída                    | Typické povolání                                                                                        |
| -------- | ------------------------ | --- |
| A        | vyšší třída              | lékař, účetní, ředitel (vyšší management), profesor, ekonom, právník, velkopodnikatel, politik, rentiér |
| B        | vyšší střední třída      | učitel, zdravotní sestra, policista, vedoucí (střední management)                                       |
| C1       | nižší střední třída      | mistr, úředník, zdravotní asistent, asistent učitele                                                    |
| C2       | vyškolená dělnická třída | předák směny, instalatér, zedník, číšník                                                                |
| D        | dělnická třída           | prodavač, rybář, nekvalifikovaný dělník, řidič                                                          |
| E        | spodní třída             | nádeník, invalida odkázaný na státní důchod                                                             |
| F        | nejnižší třida           | bezdomovkyně i bezdomovci odkázaní na lékařské a sociální služby                                        |

## Sociologické teorie tříd
Různí sociologové chápou a definují třídu různými způsoby. Není-li však uvedeno jinak, bývá třída chápána ve významu marxistickém.[zdroj?]

### Marxovo pojetí tříd

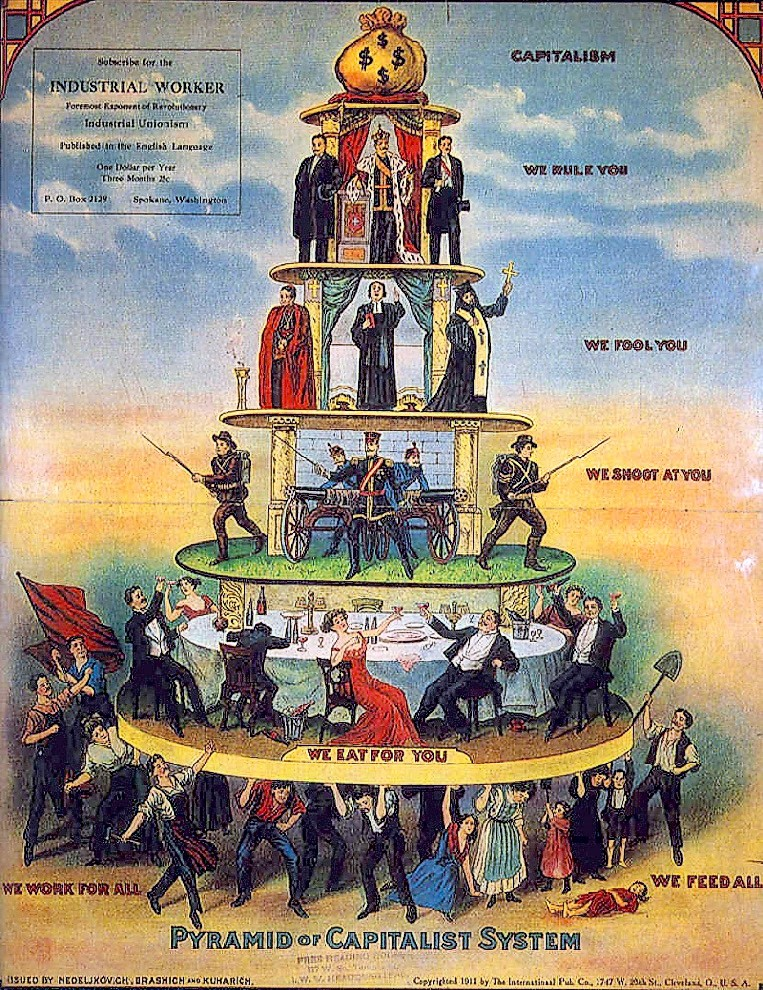
Marxistická kritika třídního systému: spodní patra pyramidy moci nesou na svých zádech privilegované třídy

Ač je společenská třída ústředím pojmem Marxova díla, nikde jej systematicky nevysvětluje a nedefinuje. Jeho teorii tříd však můžeme najít např. v Manifestu komunistické strany.
Marxova teorie je založena na dvoutřídním stratifikačním modelu. V každé společnosti proti sobě stojí utlačovatel a utlačovaný. V moderní buržoazní společnosti je tento rozpor založen na vlastnictví výrobních prostředků, společnost lze tedy dělit na ty, kteří je vlastní (buržoazie), a ty, jež je nevlastní a musí tedy prodávat svoji pracovní sílu (proletariát).
Zájmy tříd jsou v protikladu a nutností je třídní konflikt. Jeho vyústěním je dle Marxe proletářská revoluce, která po období diktatury proletariátu povede k zavedení beztřídní společnosti.

#### Třída o sobě a třída pro sebe
Marx chápe třídy jako sociální síly, které mají své vědomí. Rozlišuje třídu o sobě (klasse an sich), která je jen sociální kategorií lidí, kteří mají stejné objektivní podmínky života, a třídu pro sebe (klasse für sich), která je skupinou lidí, kteří prošli třídním uvědoměním a jsou si tedy vědomi svých společných třídních zájmů, které jsou schopni hájit a prosazovat. Sociolog Jan Keller v jedné ze svých přednášek podotkl, že toto kritérium v dnešní společnosti platí paradoxně pro nejvyšší elitu.[zdroj?]

### Weberovo pojetí tříd
V díle Hospodářství a společnost se Max Weber věnuje otázce sociální stratifikace, konkrétně ve dvou kapitolách s názvem Třída, status, strana a Stavy a třídy.
Weber definuje třídu jako souhrn osob, které mají stejný způsob obživy. Třídou je podle Webera taková skupina lidí, kteří si v tom, co mohou společnosti nabídnout, konkurují.[zdroj?]
Weber rozlišuje třídní kritérium vlastnické a výdělečné, v jejichž rámci existují vždy třídy pozitivně privilegované, negativně privilegované a mezilehlé.
- Vlastnické (příjem plyne z vlastnictví statků)
  - pozitivně privilegované (vlastníci)
  - mezilehlé (příjmy z podnikání nebo vzdělání)
  - negativně privilegované (dlužníci, chudí)

- Výdělečné (tvoří podstatnou část mezilehlých vlastnických tříd a jsou definovány schopností uspět na trhu se statky a službami)
  - pozitivně privilegované (obchodníci, bankéři, odborníci)
  - mezilehlé (zemědělci, řemeslníci, úředníci)
  - negativně privilegované (dělníci)

Weber navíc rozlišuje tzv. sociální třídy, které chápe jako třídy mobilitně uzavřené vůči ostatním. Patří sem např.:
- dělnická třída
- maloburžoazie
- nemajetná inteligence, odborníci
- třídy privilegované v důsledku majetku a vzdělání

### Pojetí Alaina Touraina
Alain Touraine považuje společenské třídy za typické aktéry průmyslové společnosti, přičemž podstatou sociálních vztahů jsou vztahy mocenské. Jako důsledek této mocenské povahy sociálních vztahů vzniká na jedné straně třída ovládaná a na druhé straně třída vládnoucí, která plní tyto tři funkce:
- kontrola akumulace
- organizace produkce technických a vědeckých znalostí
- propagace své koncepce kreativity jako univerzální vize.

Poslední ze zmíněných funkcí lze chápat jako prosazování kulturního vzorce konkrétní vládnoucí třídy.
V postindustriální společnosti se konflikt, mezi třídou ovládaných a třídou vládnoucí, přesouvá z oblasti produkce materiálního bohatství do oblasti znalostí, vědění a představ. Přičemž cíl tohoto konfliktu, odehrávajícího se v rovině kulturní, lze chápat jako ovlivňování představ, jež si společnost vytváří sama o sobě a o své budoucnosti.
Touraine se zajímá o nová sociální hnutí (jako jsou např. feministky, protiatomové hnutí nebo různá regionalistická hnutí apod.), zejména o jejich potenciální schopnost stát se novými sociálními aktéry v boji proti mocenským aparátům. Tato hnutí hovoří jen svým vlastním jménem a jejich členové se dožadují pouze práva být sami sebou. Cílem snažení přitom není zlepšení života kdesi ve vzdálené budoucnosti, nýbrž okamžitá změna (členové těchto hnutí chtějí začít žít jinak ihned). Návrat aktéra nemá dobyvačný charakter, jedná se spíše o kolektivní obrannou reakci proti snahám systému podřídit své jednorozměrné logice růstu (který je uskutečňován pro růst samotný) vše ostatní, včetně záměrně pěstované iluze individuality. Subjekt se vrací jako protihráč moderní společnosti v podobě hnutí, která protestují proti degradaci člověka na nástroj produkce či na jednotku konzumu. Cílem těchto hnutí není ovládnutí společnosti, ale ochrana individuálních či kolektivních svobod proti tlakům zdánlivě všemocného systému.

### Neomarxistické pojetí tříd Ralfa Dahrendorfa
Ralf Dahrendorf obohacuje Marxovu teorii i o Weberův přístup. Nespatřuje jádro třídního konfliktu pouze ve vlastnictví výrobních prostředků jako Marx. Kontrola výrobních prostředků je jen jednou z forem moci, a právě snaha o podíl na moci či rozhodování je dle Dahrendorfa zdrojem třídního konfliktu.
Dahrendorf rozlišuje dva hlavní typy konfliktů – politický a průmyslový.

### Třídní model Johna Goldthorpa
John H. Goldthorpe se věnuje výzkumu třídní struktury od 60. let 20. století a je kritikem marxismu i hierarchického pojetí sociální stratifikace. Naopak tvrdí, že v dnešních západních společnostech jsou možné politické zásahy, které by umožnily větší rovnost příležitostí. Přestože považuje vznik třídního konfliktu za možný, nesouhlasí s jeho nevyhnutelností a historickou nutností, jako hlásal Karl Marx.
Třídní strukturu považuje za nástroj popisu a analýzy hospodářsky vyspělé společnosti západního typu. Zvláště se pak soustředí na proměnu této společnosti, faktory k ní vedoucí a také na důsledky pro formování jednotlivých tříd.
John H. Goldthorpe, stejně jako Max Weber, nesouhlasí s tím, že by třídní vztahy byly antagonistické. Východiskem pro jeho třídní schéma byla škála zaměstnání, jež již dříve vytvořil ve spolupráci s K. Hopem, kde zaměstnání řadí podle tzv. sociální žádanosti (social desirability). Později John H. Goldthorpe vytvořil na základě této škály sedm základních skupin zaměstnání, které utvářejí různé třídní postavení.
Skupiny zaměstnání rozdělil podle dvou kritérií:
- postavení na trhu práce spojené s daným zaměstnáním (market situation)

- pracovní podmínky (working situation)

Třídní schéma, jež je používáno pro mezinárodní komparaci a s nímž se v současné literatuře lze setkat nejčastěji:
Servisní třída:
- třída I a II („servisní třída“) – vlastníci velkých podniků, všichni odborníci, organizační a řídící pracovníci, technici s vysokoškolským vzděláním a bezprostřední nadřízení nemanuálních pracovníků

Následují tři mezilehlé třídy:
- třída III („rutinní nemanuální pracovníci“) – zaměstnanci v administrativě a obchodu, prodavači a ostatní řadoví dělníci ve službách zabývající se rutinní nemanuální prací
- třída IV a, b („maloburžoazie“) – malí vlastníci, samostatní řemeslníci a ostatní dělníci pracující „na vlastní účet“ mimo zemědělství. Podtřídu a představují samostatní bez zaměstnanců, b se zaměstnanci
- třída IV c („farmáři“) – farmáři a malorolníci a ostatní samostatní v zemědělství

Další částí je dělnická třída:
- třída V a VI („kvalifikovaní dělníci“) – technici nižší úrovně, přímí nadřízení manuálně pracujících a kvalifikovaní dělníci
- třída VII a („nekvalifikovaní dělníci“) – polokvalifikovaní a nekvalifikovaní dělníci mimo primární výrobu
- třída VII b („zemědělství dělníci“) – dělníci v primární výrobě (zahrnuje zemědělství a dobývání surovin)[3]

### Sociální třída podle E.O. Wrighta
Erik Olin Wright rozpracoval Marxův návrh třídních nerovností, jelikož v jeho době je kapitalismus zcela odlišný, než byl kapitalismus v Marxově době. Za největší problém považoval Marxův předpoklad, že střední třída postupně zanikne a že dojde k její proletarizaci. Postupem času se ukázalo, že k tomu nedojde a střední třída se naopak rozrůstá. Wright se tedy pokusil pracovat na novém třídním schématu, které postupně rozpracoval ve dvou verzích. V obou těchto verzích je základem fakt, že v dané třídní struktuře existují pozice, které nespadají do žádné z tříd, jelikož jsou pro ně charakteristické prvky, které odpovídají více třídám a jsou tzv. kontradiktorní.

#### Wrightovo první třídní schéma
Wright tyto kontradiktorní třídní pozice nepřiřadil ani k jedné z tříd. Tuto proměnu připisuje historickým změnám v kapitalistických výrobních vztazích 2. poloviny 20. století.
Jednotlivé třídy:
- dělnická třída (40–50 %)
- maloburžoazie (4–5 %)
- buržoazie (1–2 %)

Kontradiktorní pozice:
- manažeři (12 %) a vedoucí pracovníci a mistři (18–23 %)
- částečně autonomní zaměstnanci (7–14 %)
- drobní podnikatelé se zaměstnanci (6–7 %)

#### Wrightovo druhé třídní schéma
Po kritice prvního schématu došlo k jeho přehodnocení. Ve druhém schématu definuje Wright sociální třídy jako pozice odvozené od vlastnických vztahů, přičemž vlastnictví zahrnuje i jiné než ekonomické dimenze. Toto třídní schéma obsahuje 12 pozic v rámci třídních vztahů, kdy Wright oproti první verzi důkladněji rozpracoval a rozdělil dělnickou třídu, třídu manažerů a třídu vedoucích pracovníků na základě vzdělání a kvalifikace jednotlivých subjektů.
- Buržoazie
- Drobní podnikatelé se zaměstnanci
- Maloburžoazie
- Odborní manažeři
- Odborní vedoucí pracovníci
- Odborní pracovníci
- Polokvalifikovaní manažeři
- Polokvalifikovaní vedoucí pracovníci
- Polokvalifikovaní dělníci
- Nekvalifikovaní manažeři
- Nekvalifikovaní vedoucí pracovníci
- Proletariát

## Další sociologické teorie

### Zahálčivá třída T. B. Veblena
Pojmem zahálčivá třída označuje americký sociolog Thorstein Veblen vyšší třídy, které se věnují tzv. ostentativní zahálce, čímž odlišují své postavení od jiných tříd. Život bez práce je dle nich nejlepším a nejskutečnějším svědectvím bohatství, a tím i vznešenosti.

### Vládnoucí třída G. Moscy
Jako vládnoucí třídu označuje Mosca politickou elitu, která je typicky málo početná, monopolizuje si moc a využívá všech legálních i nelegálních výhod, které politická moc skýtá.

## Třídní rozdíly a třídní deprivace
Třídní sociální rozdíly se přirozeně promítají do nejrůznějších sfér lidského života. Zařazení do určité společenské třídy například ovlivňuje přístup k zdravotnické péči a správné výživě. Nejinak  jsou na tom i výchovné a vzdělávací oblasti, kde se projevuje nedostatek kvalitních vzdělávacích zařízení za dostupné prostředky pro všechny sociální třídy. V neposlední řadě může třídní příslušnost ovlivňovat i pracovní a kariérní podmínky, ekonomický status se však promítá i do velikosti rodiny a životního stylu.
Tyto projevy socializačního působení v rámci subkultury ovlivňují zásadním způsobem již ranou dětskou výchovu. Například děti z rodin nižší společenské třídy, které mohou žít v méně stimulujícím prostředí než děti ze středních tříd, nemusejí být tolik vedeny k výkonu, mohou být méně povzbuzovány a není jim věnována dostatečná individuální pozornost. Tato skutečnost bývá označována jako třídní deprivace.

## Sociální třídy v ČR
V roce 2019 vznikl na základě spolupráce Českého rozhlasu a skupiny sociologů, skládající se z Daniela Prokopa, Martina Buchtíka, Paulíny Tabery, Tomáše Dvořáka a Matouše Pilnáčka, výzkum nazvaný Česká společnost po 30 letech, který vycházel z britského výzkumu Great British Class Survey s drobnými úpravami (např. zohlednění znalosti jazyků). O samotné šetření, které proběhlo v červnu stejného roku, se postaraly agentury MEDIAN a STEM/MARK. Šetření proběhlo jak online formou, tak prostřednictvím osobního dotazování a zúčastnilo se jej celkem 4039 respondentů ve věku 18 až 75 let. Na základě tohoto výzkumu bylo identifikováno celkem 6 tříd.
Český rozhlas také vytvořil online kalkulačku, pomocí které mohou lidé zjistit do jaké třídy na základě provedeného výzkumu patří.

### Zajištěná střední třída
Tato třída představuje cca 22 % obyvatel České republiky a zjednodušeně řečeno se jedná o nejbohatší třídu, jelikož je charakteristická pro svůj vysoký ekonomický kapitál, tedy vysoké příjmy a majetek. Naopak lidský kapitál je tu poněkud slabší, což hlavně způsobuje fakt, že se tato třída formovala v období transformace v 90. letech, a tak většina ještě čerpá z odkazu předrevoluční společnosti. Nejvíce jsou zde zastoupeni lidé středního věku, kteří pracují na pozicích specialistů a odborných pracovníků a žijí primárně ve velkých městech a v jejich periferiích. Typickým příkladem je Praha, kde společně s nastupující kosmopolitní třídou tvoří přibližně 56 % obyvatel.

### Nastupující kosmopolitní třída
Tvoří cca 12 % obyvatel ČR a projevuje se vysokými hodnotami u všech druhů kapitálu s výjimkou majetku. Jelikož tato třída teprve nastupuje, nenahromadila zatím takové množství majetku, jako například zajištěná střední třída. Představuje také základy společenské elity, která v ČR de facto neexistuje. Zpravidla žije buď v centrech velkých měst, nebo, obdobně jako zajištěná střední třída, v bohatších obcích či městech. Jedná se většinou o lidi nižšího středního věku, v profesním životě nejčastěji zastávající pozice vedoucích (např. manažeři, ředitelé), nebo odborných pracovníků v oblasti technicky zaměřených oborů, IT a finančnictví.

### Tradiční pracující třída
Tuto třídu, tvořící cca 14 % obyvatelstva ČR, je dle autorů výzkumu možno pojmenovat jako tzv. modré límečky – z angličtiny blue-collar worker – tedy manuálně pracující dělnická třída. V tomto ohledu se zde často objevují profese jako: řemeslníci nebo kvalifikovaní techničtí pracovníci a dělníci. Typické znaky představují mírně nadprůměrný majetek a příjmy, a také vlastní bydlení (jedná se přibližně o 87 %). Ovšem hodnoty u ostatních kapitálů jsou vcelku nízké. Nejčastěji žijí mimo velká města a spíše v malých obcích. Momentálně se této skupině po stránce ekonomické daří, ale kvůli nízkým hodnotám u dalších kapitálů, je její budoucnost ohrožena skutečnostmi, kterým by se nemusela přizpůsobit. Jde zejména o riziko vzniku nových ekonomických krizí a o neustálé změny, kterými ekonomika prochází, zejména vlivem globalizace a automatizace výroby.

### Třída místních vazeb
Zahrnuje 12 % obyvatelstva ČR. Zástupci této třídy mají nadprůměrný majetek ve formě vlastního bydlení a velmi silný sociální kapitál. Žijí primárně na venkově a v malých obcích, což je spojeno s pokročilejším věkem této skupiny. Pro tuto třídu je charakteristické vysoké sociální propojení s venkovskou komunitou. Tato třída, i když její příjmy nejsou vysoké, je zajištěna díky nižším nákladům na život. Profesně se uplatňují jako kvalifikovaní, tak i jako nekvalifikovaní pracovníci.

### Ohrožená třída
Do této třídy patří 22 % Čechů. Jde o nižší střední třídu, která je typická podprůměrnými příjmy a majetkem. Lidé patřící do této skupiny pracují převážně v oblasti služeb nebo administrativy jako řadoví zaměstnanci, což je spojeno s lehce podprůměrným vzděláním. Naopak mají dobrý sociální kapitál, díky kterému nemají problém s řešením problémů. Tato třída je městskou třídou, která je zatížena nájemným. Název ohrožená třída je podmíněn vysokým zastoupením exekucí, ztrát zaměstnání a s tím spojené časté nezaměstnanosti. Dle výzkumu jsou v této třídě výrazně častěji zastoupeny ženy, konkrétně uvádí údaj 60 %.

### Strádající třída
Tato třída tvoří 18 % české populace. Jde o nejníže postavenou třídu, která žije ve středních nebo větších městech, a to nejvíce v Ústeckém, Karlovarském a Moravskoslezském kraji, které jsou postiženy strukturálními problémy a nízkou životní úrovní. Příčinou strádání této skupiny je nízký příjem a minimální sociální kontakty. Jsou tedy velmi odkázáni na rodinné kruhy. Podprůměrné vzdělání (22 % se základním vzděláním) je překážkou pro zisk lépe ohodnocených pozic v zaměstnání, a proto se tito lidé uplatňují zejména jako manuální pracovníci. Stejně jako u ohrožené třídy je zde vysoké zastoupení exekucí, nezaměstnanosti a mají malé možnosti, jak svoji situaci zlepšit.

### Elity
V České republice neexistuje skupina obyvatel, která by byla charakteristická vysokými hodnotami u všech druhů kapitálů, a přitom tvořila alespoň 0,5–1 % obyvatelstva. Na rozdíl od Spojeného království, kde tato skupina představuje asi 6 % tamního obyvatelstva. Pro takovouto skupinu je dále typické předávání společenského postavení mezi generacemi. Jediné skupiny obyvatel, které se alespoň částečně blíží definici elit, jsou převážně skupiny ve vládě a státní správě (zejména vrcholní politici a státní představitelé) a v soukromém sektoru (např. podnikatelé nebo ředitelé nadnárodních firem). Lidé v těchto skupinách obvykle patří do zajištěné střední třídy, nebo nastupující kosmopolitní třídy.